# Diana Žiliūtė
Diana Žiliūtė (Rietavas, 28 mei 1976) is een voormalig wielrenster uit Litouwen.
Žiliūtė vertegenwoordigde haar vaderland tweemaal bij de Olympische Spelen (1996 en 2000), en behaalde bij die laatste gelegenheid de bronzen medaille in de wegwedstrijd. Twee jaar eerder won ze de wereldtitel op hetzelfde onderdeel in Valkenburg, vóór Leontien van Moorsel, en schreef de Litouwse de eerste editie van de UCI Road Women World Cup op haar naam.

## Erelijst
1994
- 3e in Eindklassement Ronde van Bretagne
- 2e in Wereldkampioenschappen, 50 km ploegentijdrit, Elite
- 1e in  Wereldkampioenschappen, wegwedstrijd, Junioren

1996
- 2e in Europese kampioenschappen, wegwedstrijd, Beloften

1997
- 1e in 1e etappe Giro d'Italia Donne
- 1e in 4e etappe Giro d'Italia Donne
- 1e in 6e etappe Giro d'Italia Donne
- 1e in 12e etappe Giro d'Italia Donne
- 1e in Puntenklassement Giro d'Italia Donne
- 1e in Europese kampioenschappen, individuele tijdrit, Beloften

1998
- 1e in 3e etappe Giro d'Italia Donne
- 1e in Rotterdam Tour
- 1e in  Wereldkampioenschappen, wegwedstrijd, Elite
- 1e WB-wedstrijd Montréal
- 1e WB-wedstrijd Spijkenisse
- 1e in 3e etappe Women's Challenge
- 1e in Europese kampioenschappen, individuele tijdrit, Beloften
- 1e in Eindklassement UCI Road Women World Cup

1999
- Litouws kampioen individuele tijdrit, Elite
- 3e in Wereldkampioenschappen, wegwedstrijd, Elite
- 1e in Eindklassement La Grande Boucle Féminine

2000
- 1e in 1e etappe Vuelta Ciclista a Navarra
- 1e in 2e etappe Vuelta Ciclista a Navarra
- 1e in 3e etappe Vuelta Ciclista a Navarra
- 1e in 4e etappe Vuelta Ciclista a Navarra
- 1e in Eindklassement Vuelta Ciclista a Navarra
- 1e WB-wedstrijd Primavera Rosa
- 1e in Eindklassement UCI Road Women World Cup
- 1e in 3e etappe Women's Challenge
- 1e in 6e etappe Women's Challenge
- 2e in Eindklassement Women's Challenge
- 1e in 3e etappe Giro d'Italia Donne
- 3e bij Olympische Spelen, wegwedstrijd
- 9e bij Olympische Spelen, individuele tijdrit
- 1e in Le Critérium International Féminin De Lachine

2001
- 2e in Eindklassement Holland Ladies Tour
- 1e in 13e etappe Giro d'Italia Donne
- 2e in Eindklassement Giro d'Italia Donne

2002
- 3e in Eindklassement Giro d'Italia Donne
- 1e in 9e etappe Women's Challenge

2003
- 1e in Gran Premio della Liberazione
- 1e in Trofeo Alfredo Binda-Comune di Cittiglio
- 1e in 3e etappe Le Tour du Grand Montréal
- 1e in WB-wedstrijd Rund um die Nürnberger Altstadt
- 1e in 1e etappe Holland Ladies Tour
- 1e in 2e etappe Holland Ladies Tour
- 1e in 7e etappe Holland Ladies Tour
- 6e in Eindklassement UCI Road Women World Cup

2004
- Litouws kampioen wegwedstrijd, Elite
- 1e in Proloog Giro d'Italia Donne
- 1e in 6e etappe Giro d'Italia Donne

2006
- 1e in Gran Premio della Liberazione
- 1e in Giro di San Marino
- 1e in Proloog GP di San Marino
- 1e in 1e etappe Giro di San Marino
- Litouws kampioen wegwedstrijd, Elite
- 1e in Proloog Route de France Féminine
- 1e in 1e etappe Route de France Féminine
- 1e in 5e etappe Route de France Féminine
- 1e in 6e etappe Route de France Féminine
- 1e in 7e etappe Route de France Féminine

2007
- 1e in 2e etappe Tour de Prince Edward Island
- 1e in Eindklassement Tour de Prince Edward Island
- 1e in 1e etappe Tour de l'Ardèche
- 1e in 4e etappe deel b Giro Toscana Internazionale Femminile

2008
- 1e in 1e etappe La Grande Boucle Féminine
- 1e in 2e etappe deel b La Grande Boucle Féminine
- 1e in 3e etappe La Grande Boucle Féminine
- 1e in GP Carnevale d'Europa
- 1e in 3e etappe Tour de l'Ardèche
- 1e in 5e etappe Tour de l'Ardèche
- 1e in Giornata Rosa di Nove

2009
- Litouws kampioen individuele tijdrit, Elite
- 1e in Proloog Route de France Féminine
- 1e in 2e etappe Trophée d'Or Féminin
- 1e in 3e etappe Trophée d'Or Féminin
- 1e in 6e etappe Trophée d'Or Féminin
- 1e in Eindklassement Trophée d'Or Féminin
- 1e in Eindklassement Giro Toscana Internazionale Femminile

## Ploegen
- 1999 — Acca Due O (Italië)
- 2000 — Acca Due O - Lorena Camichie (Litouwen)
- 2001 — Acca Due O - Lorena Camichi (Italië)
- 2002 — Acca Due O Pasta Zara Lorena Camiche (Litouwen)
- 2003 — Acca Due O Pasta Zara Lorena Camiche (Litouwen)
- 2004 — Safi - Pasta Zara - Manhattan (Litouwen)
- 2005 — Safi - Pasta Zara - Manhattan (Italië)
- 2006 — Safi - Pasta Zara - Manhattan (Italië)
- 2007 — Safi - Pasta Zara - Manhattan (Italië)
- 2008 — Safi - Pasta Zara - Manhattan (Italië)
- 2009 — Safi - Pasta Zara - Titanedi (Litouwen)

- Virtual International Authority File: 8214154260626224480008